# لیینتس
شهر لیینتس (به آلمانی: Lienz) در استان  تیرول با جمعیت  ۱۲٬۱۲۸  نفر در کشور اتریش واقع شده‌است.